# 2011년 하계 스페셜 올림픽

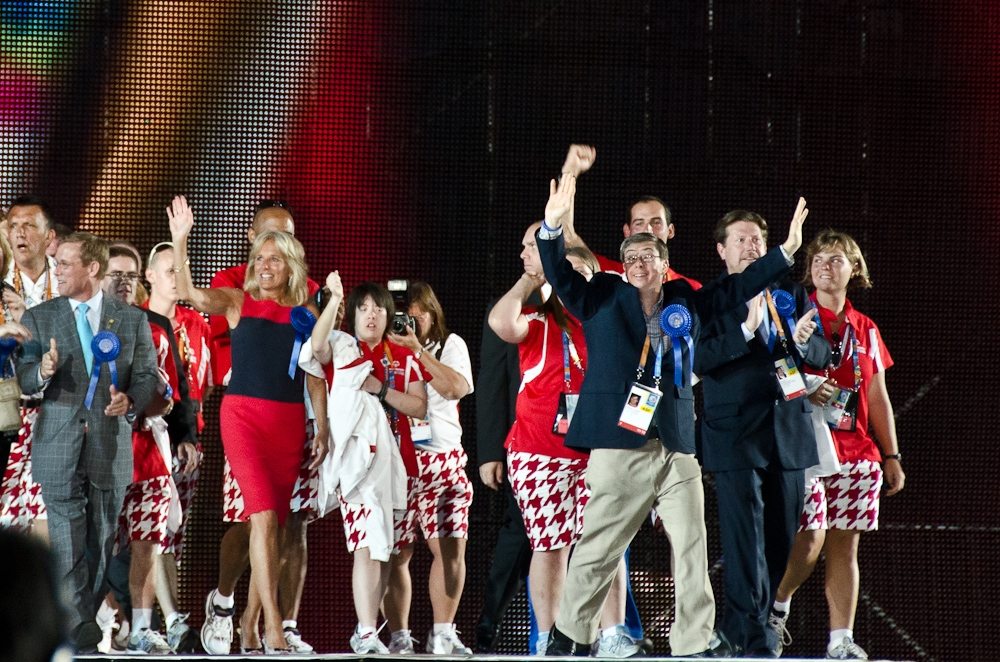

제13회 하계 스페셜 올림픽 세계 대회는 2011년 6월 25일부터 7월 4일까지 그리스 아테네에서 열린 스페셜 올림픽이다.